# Parc national de la vallée du Mbéré
Le parc national de la vallée du Mbéré est l'un des parcs nationaux du Cameroun reconnu comme réserve de biosphère de Doumba-Rey par l'Unesco en 2022. Il est situé dans la région de l'Adamaoua ainsi que dans la région Nord du Cameroun et partage une frontière avec la Centrafrique voisine.

## Historique
Le parc national de la vallée du Mbéré fut créé le 4 février 2004, par le décret nº 2004/0352/PM. En juin 2022, à la suite de l'approbation de la candidature du Cameroun à la 34e session de l'Unesco tenue à Paris, ce parc est érigé en réserve de biosphère de Doumba-Rey. Il s'agit ainsi de la quatrième réserve de biosphère désignée par l'UNESCO au Cameroun. Ceci après le parc national de Waza en 1979 de même que la réserve de faune du Dja et le parc national de la Benoué en 1981.

## Description
La nature de ce parc est unique au Cameroun : d'une superficie de « seulement » 777 km2 (77 760 hectares), c'est une aire protégée pour sa faune et qui a comme principal objectif de préserver les fonctions de château d'eau reconnues à la province de l'Adamaoua, pour toute la partie sud du Cameroun. Les lacs de Mbakaou et de Lom-Pangar dépendent en grande partie du réseau hydrique naturel et complexe, découlant de la région du Mbéré.
Il s'agit aussi de stabiliser et de renforcer naturellement le débit de la rivière Mbéré, qui prend sa source dans ce bassin hydrographique et qui dessert des populations et écosystèmes de la région tchadienne du Logone Oriental puis du Logone Occidental, avant de se jeter dans son effluent, le Logone (alimentant la frontière nord-est du Cameroun[Quoi ?] et la région fertile du lac Tchad.

## Géologie
La vallée du Mbéré est une zone d'activité sismique ancienne : des dépôts datant de l'holocène ont été trouvés dans le sous-bassin sédimentaire du Mbéré – qui fait partie du bassin intracontinental Mbéré-Djerem. De plus, cette zone est aussi appelée « zone de cisaillement du Cameroun central ».
Au début du XXe siècle, le fossé de la rivière Mbéré fut découvert par l'expédition von Reitzenstein. Elle y met au jour du gneiss, des grès et des conglomérats. Puis dans les années 1920, du bois cilicifié ressemblant à Cupressinoxylon falsani y est découvert.
Le contenu sporopollinique (spores et pollens préhistoriques) du travertin de la zone du Mbéré est composé en grande partie de spores fongiques (Rhyzophagites sp., Monoporisporites sp.) ainsi que de traces d'algues d'eau douce (notamment Chomotriletes minor) et de pollens d'angiospermes (compositae, graminae). Cette association indique un paléoclimat chaud et semi-aride et révèle un âge de dépôt correspondant au Pléistocène-Holocène. À cette époque apparaissent également des flux magmatiques, avec un enrichissement de la roche en CO2 et CaO. On y retrouve des roches calcites, contenant quelques pourcents (moins de 3 %) de quartz et de feldspath.

## Flore
La diversité botanique de ce parc est marquée par une végétation de sous-bois. Les touristes et chercheurs y observent une savane boisée et des galeries arborées. L'arbre Uapaca togoensis apparaît le plus souvent.

## Faune
Parmi les buts mêmes de la création du parc, on compte la sauvegarde d'espèces telles : le Redunca de montagne, les buffles et les hippopotames.

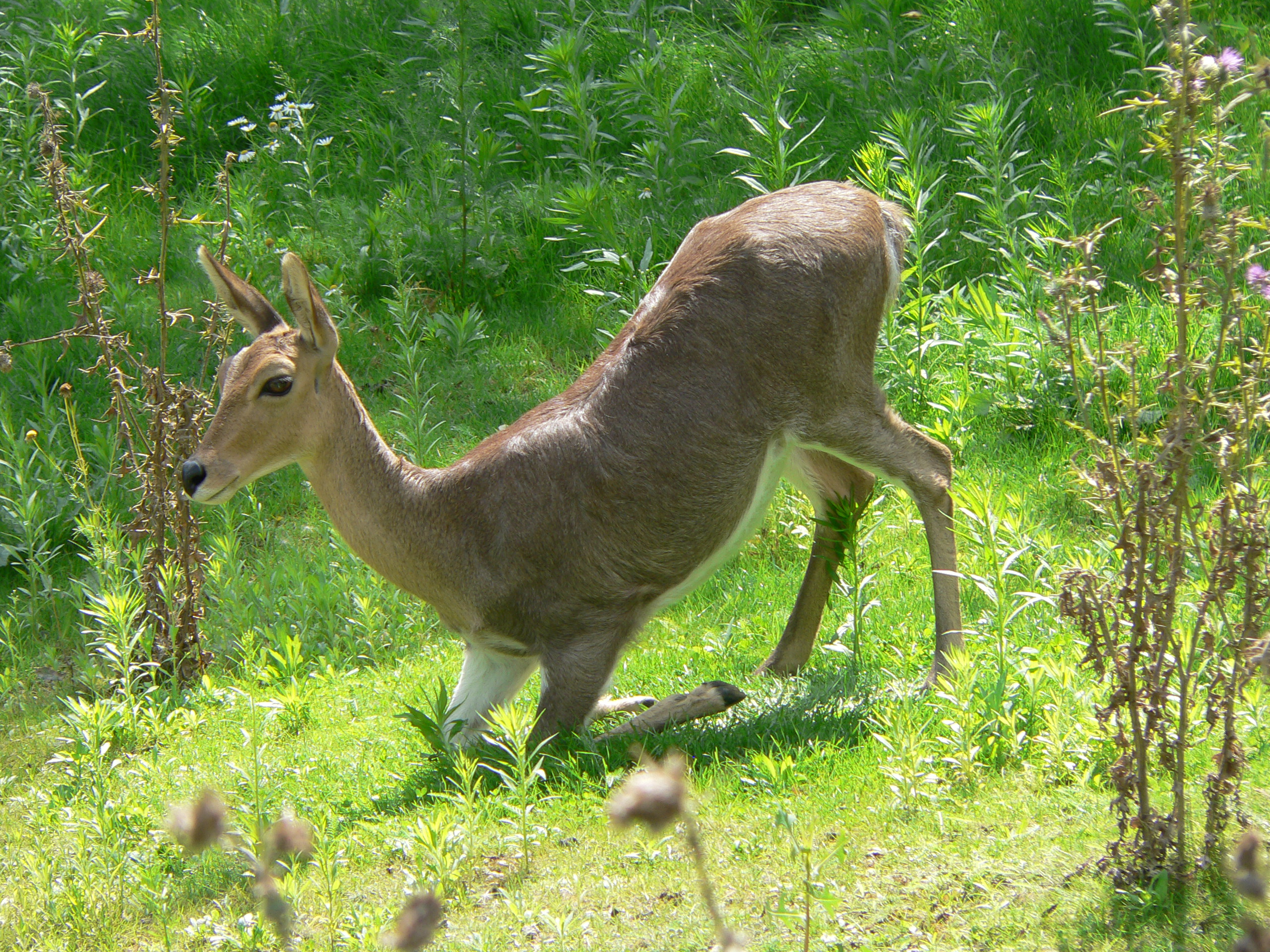
Redunca de montagne (Redunca fulvorufula)
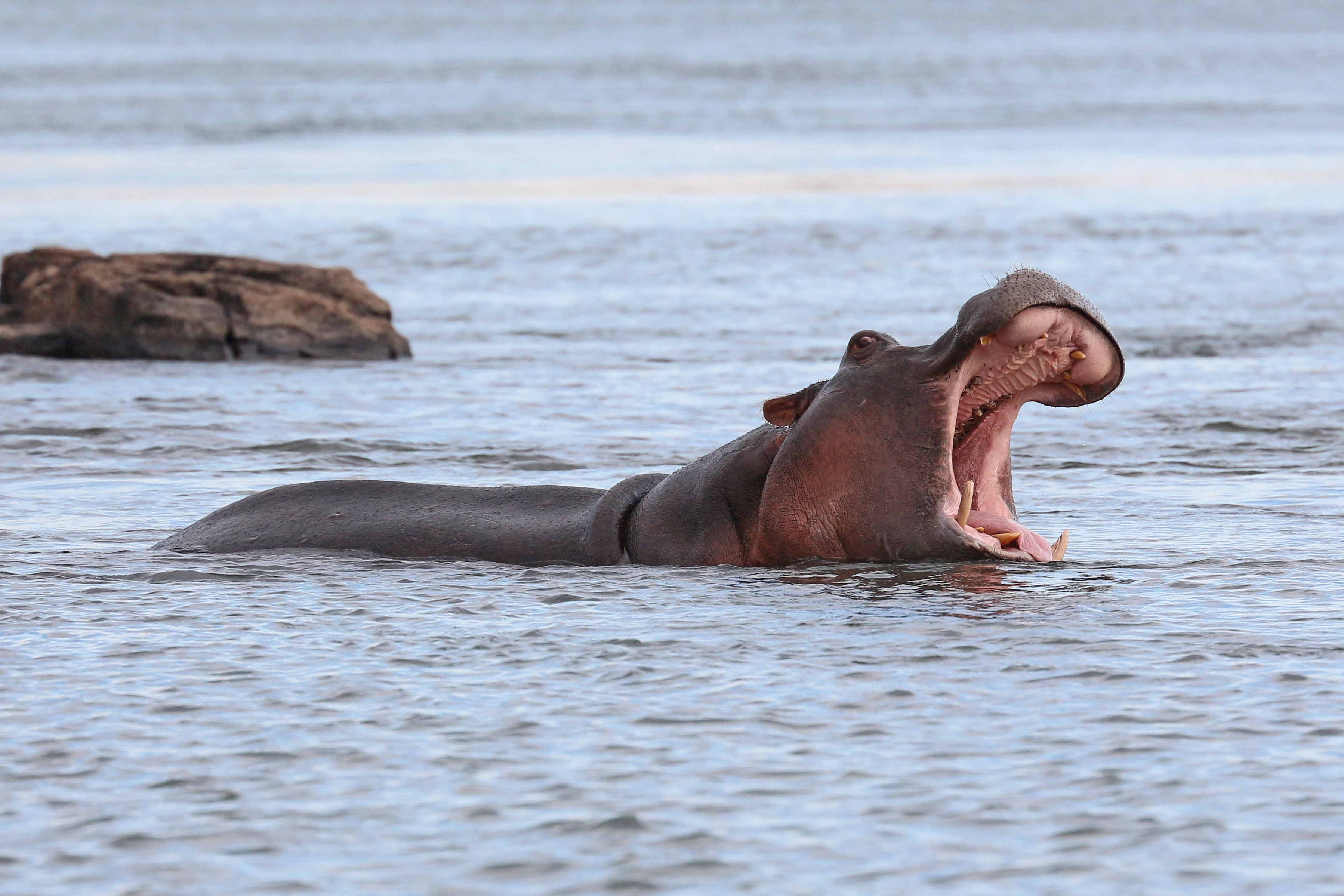
Hippopotamus amphibius
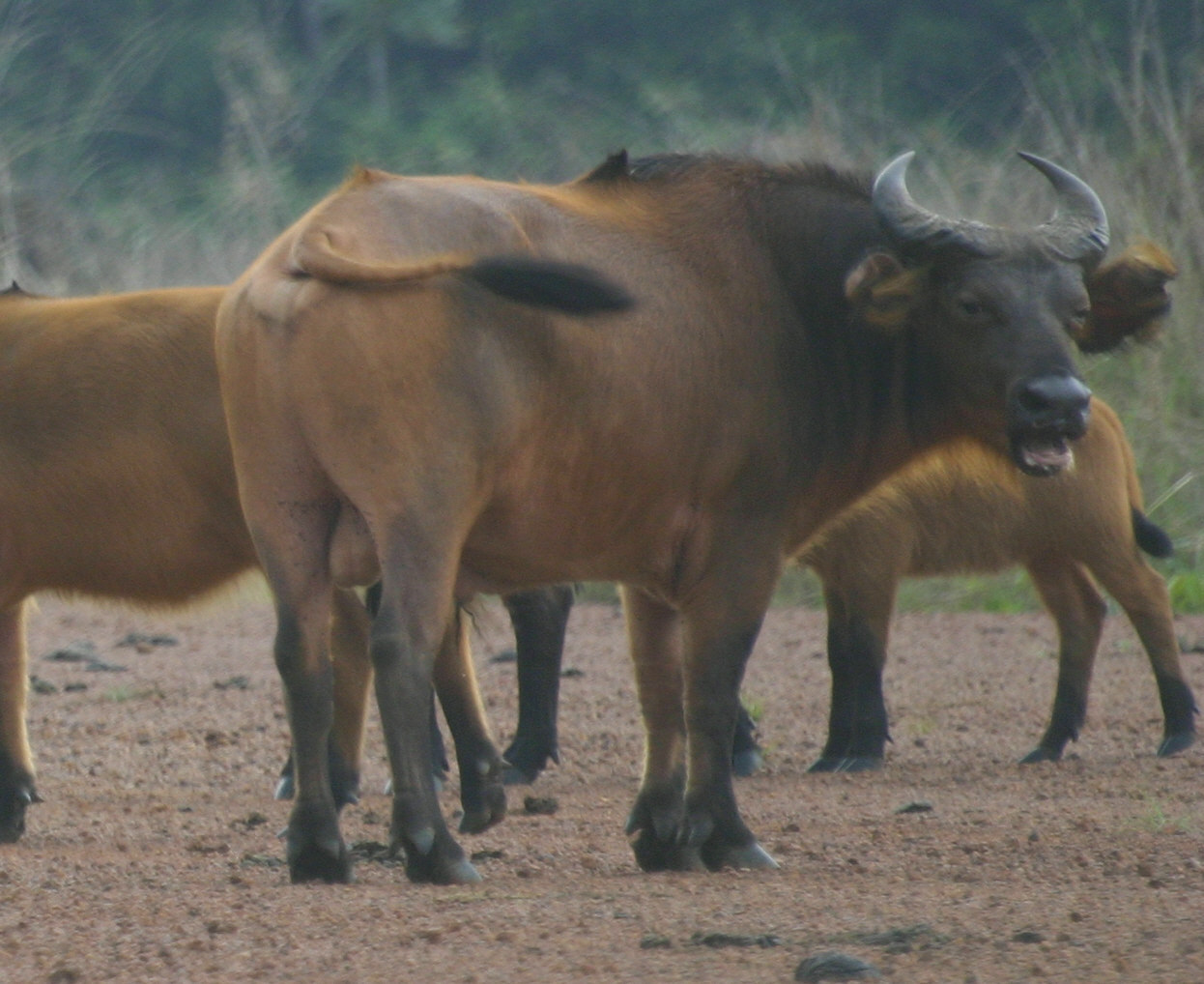
Les buffles sont une espèce endémique de l'est et du sud-est camerounais; ils sont également présents dans et autour de la réserve du parc national du Mbéré.

## Tourisme
Les statuts du parc comportent un paragraphe pour la promotion et le développement de l'écotourisme. Il s'agit en effet de contribuer au succès économique des populations riveraines ou habitant directement le périmètre du parc et d'améliorer ainsi leurs conditions de vie.

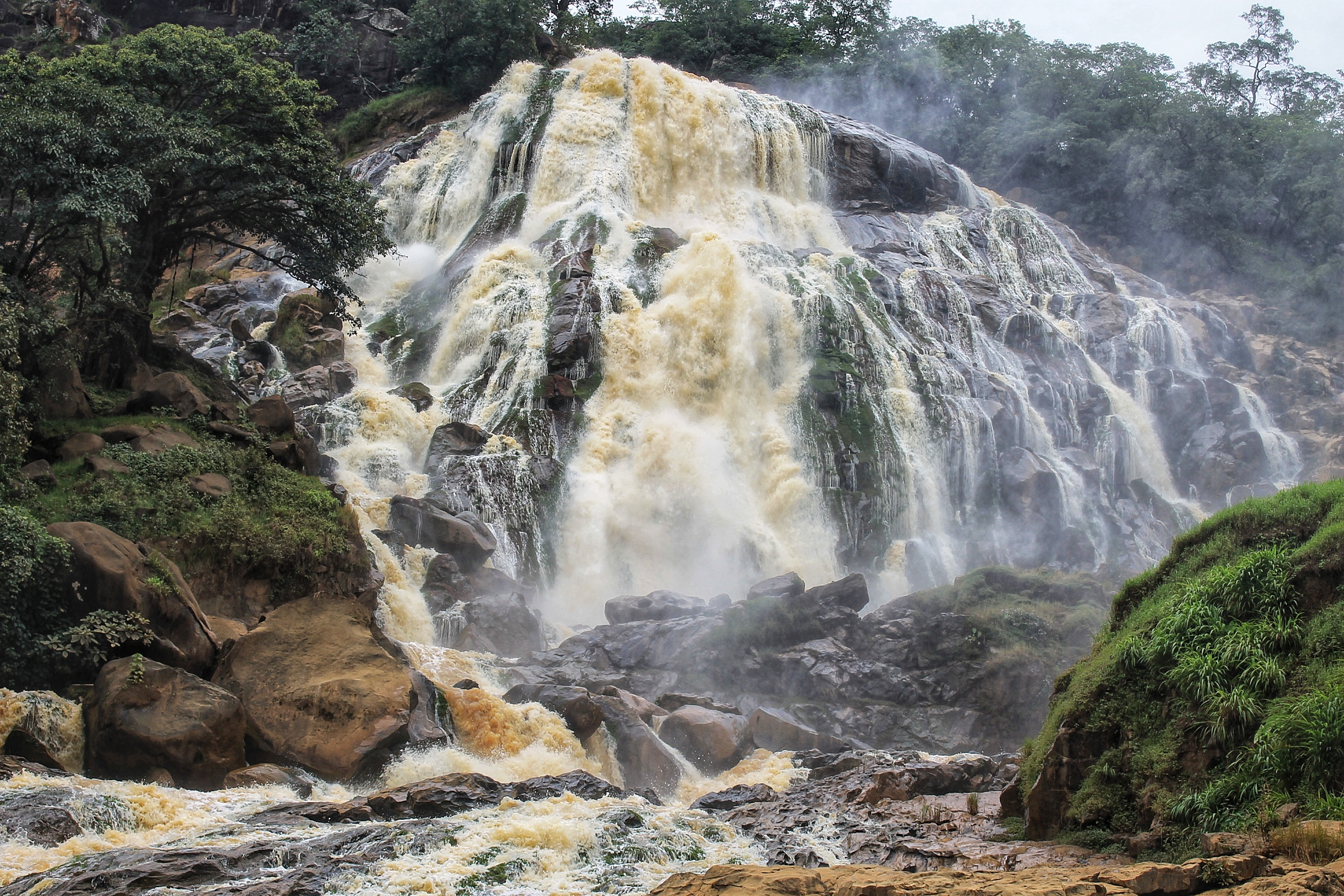
Les chutes de Lancrenon situées dans le village de Yamba